# João Jorge, Eleitor de Brandemburgo
João Jorge (em alemão: Johann Georg von Brandenburg; 11 de setembro de 1525 – 8 de janeiro de 1598) foi príncipe-eleitor do Brademburgo (1571-1598). Integrante da casa de Hohenzollern, era filho de Joaquim II Heitor, Príncipe-Eleitor de Brandemburgo e de sua primeira esposa Madalena da Saxónia.

## Reinado
Confrontado com as grandes dívidas acumuladas durante o reinado do seu pai, João Jorge instaurou um imposto sobre o grão que fez com que grande parte dos camponeses ficassem dependentes da nobreza, uma vez que esta não era obrigada a pagar impostos. Apesar de ser um luterano devoto que se opunha ao crescimento do Calvinismo, permitiu a entrada de refugiados calvinistas vindos das várias guerras que se travavam nos Países Baixos Espanhóis e em França. Foi sucedido pelo seu filho, Joaquim Frederico.
Quando o seu parente, o duque Alberto I da Prússia, morreu em 1568, o ducado da Prussia foi herdado pelo filho menor dele, o príncipe Alberto Frederico. O pai de de João Jorge também herdou uma parte do ducado da Prússia. Em 1577, os príncipes-eleitores de Brandemburgo tornaram-se co-regentes juntamente com o duque Alberto Frederico da Prússia.

## Casamentos e descendência
João Jorge casou-se três vezes.
O seu primeiro casamento realizou-se em 1545 com a princesa Sofia de Legnica. A princesa faleceu poucos dias depois de ter dado à luz o único filho do casal:
1. Joaquim III Frederico de Brandemburgo (27 de janeiro de 1546 — 18 de julho de 1608), príncipe-eleitor de Brandemburgo entre 1598 e 1608. Casado primeiro com a princesa Catarina de Brandemburgo-Küstrin; com descendência. Casou-se depois com a princesa Leonor da Prússia; com descendência.

Três anos depois da morte da sua primeira esposa, em 1548, João Jorge casou-se pela segunda vez, desta vez com a princesa Sabina de Brandemburgo-Ansbach. Juntos, tiveram dez filhos:
1. Jorge Alberto de Brandemburgo (19 de Fevereiro de 1555 - 8 de Janeiro de 1557), morreu com quase dois anos de idade;
2. João de Brandemburgo, nasceu por volta de 1557 e morreu novo, antes de 1571;
3. Alberto de Brandemburgo, nasceu por volta de 1559 e morreu novo, antes de 1571;
4. Madalena Sabina de Brandemburgo, nasceu por volta de 1560 e morreu nova, antes de 1571;
5. Edmunda de Brandemburgo (26 de Junho de 1561 – 13 de Novembro de 1623), casada com o duque João Frederico da Pomerânia; sem descendência;
6. Maria de Brandemburgo, nasceu por volta de 1562-3 e morreu nova, antes de 1571;
7. Madalena de Brandemburgo, nasceu por volta de 1564-5 e morreu nova, antes de 1571;
8. Margarida de Brandemburgo, nasceu por volta de 1565-6 e morreu nova, antes de 1571;
9. Ana Maria de Brandemburgo (3 de Fevereiro de 1567 – 4 de Novembro de 1618), casada com o duque Barnim X da Pomerânia; sem descendência;
10. Sofia de Brandemburgo (6 de Junho de 1568 – 7 de Dezembro de 1622), casada com o príncipe-eleitor Cristiano I da Saxónia; com descendência.

Dois anos após a morte da sua segunda esposa, o príncipe-eleitor casou-se pela terceira e última vez, com a princesa Isabel de Anhalt-Zerbst. Juntos, tiveram onze filhosː
1. Cristiano de Brandemburgo-Bayreuth (30 de Janeiro de 1581 – 30 de Maio de 1655), marquês de Brandemburgo-Bayreuth; casado com a princesa Maria da Prússia, Marquesa de Brandemburgo-Bayreuth; com descendência;
2. Madalena de Sofia de Solms-Laubach (7 de janeiro de 1582 - 4 de maio de 1616), casada com o conde Luís V de Hesse-Darmstadt; com descendência;
3. Joaquim Ernesto de Brandemburgo-Ansbach (22 de junho de 1583 - 7 de março de 1625), marquês de Brandemburgo-Ansbach; casado com Sofia de Solms-Laubach; com descendência;
4. Inês de Brandemburgo  (17 de Julho de 1584 - 26 de Março de 1629), casada primeiro com o duque Filipe Júlio da Pomerânia; sem descendência. Casada depois com o príncipe Francisco Carlos de Saxe-Lauenburg; sem descendência;
5. Frederico IX, Marquês de Brandemburgo (22 de Março de 1588 - 19 de Maio de 1611), marquês de Brandemburgo. Morreu vinte-e-três anos de idade solteiro e sem descendência;
6. Isabel Sofia de Brandemburgo (13 de Julho de 1589 - 24 de Dezembro de 1629), casada primeiro com o príncipe Janusz Radziwiłł; com descendência. Casada depois com o duque Júlio Henrique de Saxe-Lauenburg; com descendência;
7. Doroteia Sibila de Brandemburgo (19 de Outubro de 1590 – 9 de Março de 1625), casada com o príncipe João Cristiano de Brieg; com descendência.
8. Jorge Alberto II, Marquês de Brandemburgo (20 de Novembro de 1591 - 29 de Novembro de 1615), marquês de Brandemburgo; morreu aos vinte-e-quatro anos de idade solteiro e sem descendência;
9. Segismundo de Brandemburgo (20 de Novembro de 1592 - 30 de Abril de 1640), morreu aos quarenta-e-sete anos de idade solteiro e sem descendência;
10. João de Brandemburgo (13 de Julho de 1597 - 23 de Setembro de 1597), morreu aos dois meses de idade;
11. João Jorge de Brandemburgo (4 de Agosto de 1598 - 27 de Janeiro de 1637), morreu aos trinta-e-oito anos de idade solteiro e sem descendência.

## Genealogia
| João Jorge de Brandemburgo | Pai: Joaquim II Heitor, Príncipe-Eleitor de Brandemburgo | Avô paterno: Joaquim I Nestor, Príncipe-Eleitor de Brandemburgo     | Bisavô paterno: João Cícero, Príncipe-Eleitor de Brandemburgo |
| João Jorge de Brandemburgo | Pai: Joaquim II Heitor, Príncipe-Eleitor de Brandemburgo | Avô paterno: Joaquim I Nestor, Príncipe-Eleitor de Brandemburgo     | Bisavó paterna: Margarida da Turíngia                         |
| João Jorge de Brandemburgo | Pai: Joaquim II Heitor, Príncipe-Eleitor de Brandemburgo | Avó paterna: Isabel da Dinamarca, Princesa-Eleitora de Brandemburgo | Bisavô paterno: João da Dinamarca                             |
| João Jorge de Brandemburgo | Pai: Joaquim II Heitor, Príncipe-Eleitor de Brandemburgo | Avó paterna: Isabel da Dinamarca, Princesa-Eleitora de Brandemburgo | Bisavó paterna: Cristina da Saxônia                           |
| João Jorge de Brandemburgo | Mãe: Madalena da Saxónia                                 | Avô materno: Jorge, Duque da Saxônia                                | Bisavô materno: Alberto III da Saxónia                        |
| João Jorge de Brandemburgo | Mãe: Madalena da Saxónia                                 | Avô materno: Jorge, Duque da Saxônia                                | Bisavó materna: Sidónia da Boémia                             |
| João Jorge de Brandemburgo | Mãe: Madalena da Saxónia                                 | Avó materna: Bárbara da Polónia                                     | Bisavô materno: Casimiro IV da Polónia                        |
| João Jorge de Brandemburgo | Mãe: Madalena da Saxónia                                 | Avó materna: Bárbara da Polónia                                     | Bisavó materna: Isabel de Habsburgo                           |